# 彩虹命令
彩虹命令（德語：Regenbogen-Befehl）是纳粹德国海军在第二次世界大战末期为避免投降而计划大规模凿沉德国舰艇所使用的的代号。1945年4月30日接替希特勒出任帝国总统的海军元帅卡尔·邓尼茨确认了这一命令，但随后于5月4日撤回。到战争结束时，共有逾200艘德国U艇根据彩虹命令而被其船员自行凿沉。

## 背景
自第二次世界大战爆发以来，纳粹德国海军便一直存在一项长期服役守则：如果军舰有落入敌手的危险，就应该将其击沉。该守则于1943年为潜艇部队所专用，并使用“彩虹”作为代号。自那时起，德国U艇便不断接到命令，倘若发出“彩虹”代号，它们便必须自沉。一方面，该命令引用了希特勒发布的指令，即“德意志国防军的任何将士或德国指挥下的任何其他作战部队的任何将士都不应向敌人投降” 。此外，在绝望的情况下自沉也符合许多国家海军的传统。此前发生的丹麦舰队自沉事件和维希法国舰队自沉事件都被德国海战指挥部所接受，并未追究相关责任人的责任。

## 执行
德国海军舰艇的交付是国防军于1945年5月4日签署的《德国西北部、丹麦与荷兰部分投降协议》的一部分。虽然卡尔·邓尼茨为了该协议的利益而同意移交，但国防军最高统帅部则提出反对意见。尽管如此，邓尼茨还是撤销了彩虹命令。5月4日，这位海军元帅通过无线电广播宣布潜艇战终止，并发出指示不要摧毁任何舰艇或武器。当天晚上，一个潜艇指挥官代表团前往位于米尔维克特区的邓尼茨官邸，请求他亲自确认撤回彩虹命令，但未获接见。他的副官、海军少校瓦尔特·吕得-诺伊拉特对此表示，如果对方是一名潜艇指挥官，他就会知道该怎么做。
许多U艇艇长无视撤销的命令，仍然在港口内或港外凿沉他们的艇只。曾在邓尼茨政府担任首席部长的魯茨·格拉夫·什未林·馮·科洛希克后来明确表示，许多U艇艇长认为，自沉是按照邓尼茨的实际意愿行事。5月4日至5日间，共有28艘U艇根据与投降条件相悖的彩虹命令条文而在弗伦斯堡峡湾被其船员自行凿沉。还有47艘U艇在盖尔廷湾自沉、2艘瓦尔特实验艇在库克斯港沉没以及1艘在埃肯弗德销毁。此外，威廉港周边有13艘训练艇被凿沉，不来梅港附近也有8艘训练艇沉没，其中包括一些不久前才重新启用的教学用艇。

### 在敌方水域的U艇
在海上投降的大部分德国U艇于1945年5月9日至19日期间都移交至英国和美国港口。但一些艇长仍然认为自己受到彩虹命令的约束。5月8日，U-2365号在卡特加特海峡执行彩虹命令而自沉，残骸直至1955年才被打捞上岸。U-287号艇长在阿尔滕布鲁赫附近凿沉他的艇只，并表示失事原因是触雷。战争末期曾在波特兰岛周边海域参与布雷任务的U-963号于5月20日在纳扎雷附近自沉。U-979号于5月24日在阿姆鲁姆岛附近被炸毁，U-1277号的船员则于6月3日在葡萄牙海岸附近凿沉了他们潜艇。

### 自沉U艇的数量
关于在彩虹命令框架下自沉的U艇实际数量，各文献尚未达成共识。一方面，这是因为部分来源将5月4日之前沉没的艇只也被包括在内，例如它们主动或遵从第25潜艇区舰队司令威廉·舒尔茨的指示已于5月2日和3日被凿沉。另一方面，对于是否应将已入役但尚未准备好上前线的艇只计算在内也存在分歧。U-29、U-30和U-46号于5月5日在弗伦斯堡峡湾自沉，但其中一些已经退役多年。U-3047、U-3050、U-3051以及U-1026号等一些未完工的艇只也在不来梅港和弗伦斯堡附近被击沉。
根据盟军于1945年9月编制的文件，5月初，共有222艘德国U艇根据彩虹命令被其船员凿沉。其他消息来源则称，在此期间，有218艘、216艘、232艘或225艘U艇因开启通海阀而被炸毁或自沉。

## 盟军军事法庭的起诉
在一些案件中，军事法庭将部分德国海军军官作为战犯起诉，因为他们在战争结束后违反投降规定凿沉了潜艇。尽管英国海军官员对自沉表示理解，并表示这也是英国水兵和军官在类似情况下的预期行为，但英国海军领导层坚持对毁坏自己战争物资的德国海军人员采取强硬立场。一名负责在威廉港准备起诉书的英国海军军官表示：“艇长可能会被枪决，尽管英国海军会期望英国人在同样情况下也会做出同样的事情。”然而，没有人被判处死刑，但最高刑罚是7年监禁。尽管英国海军法律部门提出了相反的建议，1945年5月7日在库克斯港附近凿沉两艘潜艇U-1406和U-1407号的格哈德·格伦佩尔特中尉仍被带上英国军事法庭，并于1946年2月13日被判处7年监禁，英国海军部于3月8日确认了这一判决，但将刑期减为5年。1946年7月5日，U-1277号的艇长埃伦赖希·施特弗上尉也被判处7年监禁，他的U艇于1945年6月2日在葡萄牙海岸自沉，并被葡萄牙人将他的全体船员引渡给英国。此案的刑期也被核减为5年。随后，两起案件均被进一步免除3年刑期，格伦佩尔特于1948年2月12日出狱。其他因自沉事件而受到审判的海军军官还包括U-979号艇长约翰内斯·梅尔迈尔和U-287号艇长海因里希·迈尔，但都未被定罪。梅尔迈尔却因此在英国监狱中度过了99天。